# Tasmanicosa
Tasmanicosa Roewer, 1959 è un genere di ragni appartenente alla famiglia Lycosidae.

## Distribuzione
Le 14 specie sono state rinvenute in varie località dell'Australia: nonostante il nome del genere richiami l'isola della Tasmania, l'unica specie di questo genere ivi reperita è la T. subrufa.

## Tassonomia
Per l'istituzione di questo genere sono stati esaminati gli esemplari tipo di Lycosa tasmanica Hogg, 1906, che sono poi stati posti in sinonimia con Lycosa godeffroyi (L. Koch, 1865).
Questo genere è sinonimo anteriore di Orthocosa Roewer, 1960d a seguito delle analisi sugli esemplari tipo di Lycosa semicincta L. Koch, 1877 effettuate da Framenau & Baehr nel 2016.
Non sono stati esaminati esemplari di questo genere dal 2016.
Attualmente, a novembre 2021, si compone di 14 specie:
- Tasmanicosa fulgor Framenau & Baehr, 2016 — Australia
- Tasmanicosa gilberta (Hogg, 1906) — Australia
- Tasmanicosa godeffroyi (L. Koch, 1865)[2] — Australia
- Tasmanicosa harmsi Framenau & Baehr, 2016 — Australia (Australia meridionale, Nuovo Galles del Sud)
- Tasmanicosa hughjackmani Framenau & Baehr, 2016 — Australia (Australia meridionale, Victoria)
- Tasmanicosa kochorum Framenau & Baehr, 2016 — Australia (Queensland, Nuovo Galles del Sud)
- Tasmanicosa leuckartii (Thorell, 1870) — Australia
- Tasmanicosa musgravei (McKay, 1974) — Australia (Nuovo Galles del Sud, Victoria, Territorio della Capitale)
- Tasmanicosa phyllis (Hogg, 1906) — Australia (Australia meridionale, Nuovo Galles del Sud, Victoria, Queensland)
- Tasmanicosa ramosa L. Koch, 1877 — Australia
- Tasmanicosa salmo Framenau & Baehr, 2016 — Australia (Australia occidentale)
- Tasmanicosa semicincta (L. Koch, 1877) — Australia (Queensland, Nuovo Galles del Sud)
- Tasmanicosa stella Framenau & Baehr, 2016 — Australia
- Tasmanicosa subrufa (Karsch, 1878) — Australia (Australia meridionale, Nuovo Galles del Sud, Victoria, Tasmania)